# Assaka

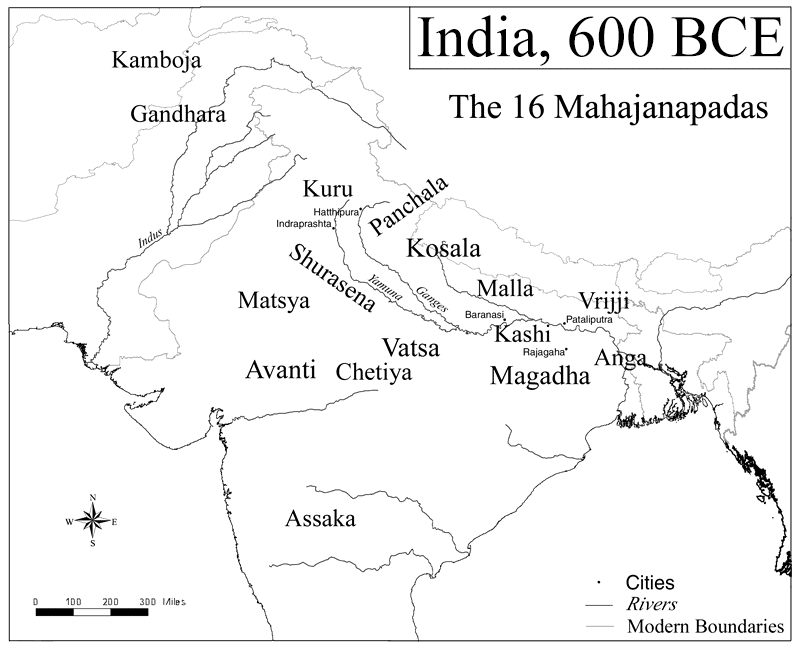
El maha janapada d'Assaka

Assaka (Pali) o Ashmaka (Unśmaka), fou una regió de l'Índia antiga (700–300 aC). Fou un del shODasa (setze) mahajanapades (regnes i repúbliques del nord de l'Índia) sorgits vers el segle VI aC, esmentats en el text budista Anguttara Nikaya.
La regió es localitza a les ribes del Godavari, entre el Godavari i el riu Manjira. Fou l'únic Mahajanapada situat al sud de les muntanyes Vindhya i estava a Dakshinapatha (terme per indicar el sud). Correspon alvui dia al districte de Nizamabad i parts del d'Adilabad a Telangana i els de Nanded i Yavatmal a Maharashtra.
Històricament la seva capital és esmentada com Potali o Podana, i se situava al modern tehsil de Nandura. Correspon a la moderna població de Bodhan. El nom Pràcrit de Bodhan (Telugu: బోధన్) deriva de "bhoodaan" (sànscrit भूदान) (telugu భూదాన్) vol dir "Terra donada als pobres com almoina".
El text budista Mahagovinda Suttanta esmenta un governant d'Assaka, Brahmadatta, qui governava a Potali.
El Matsya Purana (capítol 272) llista vint-i-cinc governants d'Unśmaka, contemporanis als governants Shishunaga de Magadha.
Més tard la població es va estendre al sud cap al territori dels Raixtrakutes, el qual és ara el modern estat de Maharashtra.
Ashmaka és també anomenada Assaka i Unśvakas en la literatura budista i al poemari Gatha Saptashati de rei Hāla. Ashmaka deriva de la paraula sànscrita "Ashma" que significa pedra o gemma: De fet es troben milers de monticles i pedres en aquesta regió i per això fou anomenada Ashmaka. S'especula que aproximadament entre 10 i 20 milions d'anys enrere havia caigut allí un Meteorit.